# Olga Đoković
Olga Đoković (in serbo Олга Ђоковић?; Sarajevo, 8 gennaio 1945) è un'ex cestista jugoslava.

## Carriera
Con la Jugoslavia ha disputato due edizioni dei Campionati del mondo (1964, 1967) e cinque dei Campionati europei (1964, 1966, 1968, 1970, 1974).